# Robert Alan Geldard
Robert Alan Geldard (* 16. April 1927 in Rochdale; † 26. Februar 2018 in Salford) war ein britischer Radrennfahrer und nationaler Meister im Radsport.

## Sportliche Laufbahn
Geldard startete für den Verein „Manchester Wheelers“. Er war Teilnehmer der Olympischen Sommerspiele 1948 in London. In der Mannschaftsverfolgung gewann er mit seinen Teamkameraden Tommy Godwin, Dave Ricketts und Wilfred Waters die Bronzemedaille. Geldard und seine Mannschaftskollegen erhielten ihre olympischen Medaillen mit der Post zugeschickt, da die Organisatoren diese zur Siegerehrung vergessen hatten.
In der olympischen Saison gewann er den nationalen Titel über 25 Meilen bei den britischen Meisterschaften im Bahnradsport. Auch in den Jahren 1949 und 1950 wurde er Titelträger in dieser Disziplin. 1947 wurde nationaler Meister in der Mannschaftsverfolgung. 1952 bestritt er mit fünf weiteren britischen Bahnfahrern in Vorbereitung auf die olympischen Wettkämpfe eine Wettkampfreise durch Südafrika. Die britischen Fahrer unterlagen überraschend in beiden ausgetragenen Länderkämpfen in Johannesburg und in Paarl gegen die südafrikanische Nationalmannschaft, gewannen aber eine Reihe einzelner Bahnwettbewerbe.

## Berufliches
Geldard übte in seinem Leben verschiedene Berufe aus. Er war zunächst Bergmann, dann Werbekünstler und war schließlich als Schriftsteller tätig. Ab 1994 war er auch Trainer im National Cycling Centre von Manchester, bis er dies aus gesundheitlichen Gründen aufgeben musste.